# Frankrijk (Harderwijk)
Frankrijk (Nedersaksisch: Frankriek) is een voormalige buurtschap in de gemeente Harderwijk. Het ligt vlak bij Hierden en is een wijk van de stad Harderwijk. Waarschijnlijk heeft de buurtschap haar naam te danken aan het feit dat daar vroeger een luchtballon uit het land Frankrijk neergekomen is.
Frankrijk bestond, voordat het opging in Harderwijk, voornamelijk uit oude boerderijen die vaak al generaties lang in de familie waren. Sinds 1984 bestaat Frankrijk uit voornamelijk nieuwbouwhuizen met daartussen nog enkele oude boerderijen.
De drukke Zuiderzeestraatweg, die vroeger dwars door Frankrijk en langs het landelijk bekende chauffeurscafé "Frankrijk" liep, werd omgelegd toen de nieuwbouwwijk gebouwd werd. Midden in de nieuwbouw kan men nog een stuk oude Zuiderzeestraatweg vinden, in de vorm van een stuk asfalt, waar de middenstreep nog op staat. Ook het oude fietspad langs deze eens zo drukke weg ligt er nog, ter hoogte van het café "Frankrijk".
Hoofdplaats: Harderwijk      Dorp: Hierden      Buurtschap: Duinen · Frankrijk

Gelderland: Steden en dorpen in Gelderland      Nederland: Provincies · Gemeenten